# Episodi di Cose dell'altro mondo (seconda stagione)
La seconda stagione della serie televisiva Cose dell'altro mondo è stata trasmessa in anteprima negli Stati Uniti d'America in syndication tra l'8 ottobre 1988 e il 3 giugno 1989.
| nº | Titolo originale                   | Titolo italiano | Prima TV USA     | Prima TV Italia |
| -- | ---------------------------------- | --------------- | ---------------- | --------------- |
| 1  | Evie's Birthday Wish               |                 | 8 ottobre 1988   |                 |
| 2  | Blast from the Past                |                 | 15 ottobre 1988  |                 |
| 3  | Career Crunch                      |                 | 22 ottobre 1988  |                 |
| 4  | Should Old Acquaintance Be Forgot? |                 | 29 ottobre 1988  |                 |
| 5  | Evie's First Kiss                  |                 | 5 novembre 1988  |                 |
| 6  | Princess Evie                      |                 | 12 novembre 1988 |                 |
| 7  | Old Flame                          |                 | 19 novembre 1988 |                 |
| 8  | Guess Who's Coming to Earth        |                 | 26 novembre 1988 |                 |
| 9  | Go West, Young Mayor               |                 | 3 dicembre 1988  |                 |
| 10 | Close Encounters of the Nerd Kind  |                 | 10 dicembre 1988 |                 |
| 11 | The Incredible Hunk                |                 | 17 dicembre 1988 |                 |
| 12 | Pupil's Court                      |                 | 28 gennaio 1989  |                 |
| 13 | Evie's Two Dads                    |                 | 4 febbraio 1989  |                 |
| 14 | The Secret of Evie's Success       |                 | 11 febbraio 1989 |                 |
| 15 | Honest Evie                        |                 | 18 febbraio 1989 |                 |
| 16 | Evie Goes to Hollywood             |                 | 25 febbraio 1989 |                 |
| 17 | Two Many Evies                     |                 | 4 marzo 1989     |                 |
| 18 | Futile Attraction                  |                 | 11 marzo 1989    |                 |
| 19 | Beano the Kid                      |                 | 29 aprile 1989   |                 |
| 20 | Queens for a Day                   |                 | 6 maggio 1989    |                 |
| 21 | The Amazing Evie                   |                 | 13 maggio 1989   |                 |
| 22 | Whose House Is It, Anyway?         |                 | 20 maggio 1989   |                 |
| 23 | Frisky Business                    |                 | 27 maggio 1989   |                 |
| 24 | Star Dog                           |                 | 3 giugno 1989    |                 |